# Siku
Pour les articles homonymes, voir Siku (homonymie), Liku et Bordon.
 (juin 2015).
Si vous disposez d'ouvrages ou d'articles de référence ou si vous connaissez des sites web de qualité traitant du thème abordé ici, merci de compléter l'article en donnant les références utiles à sa vérifiabilité et en les liant à la section « Notes et références ».

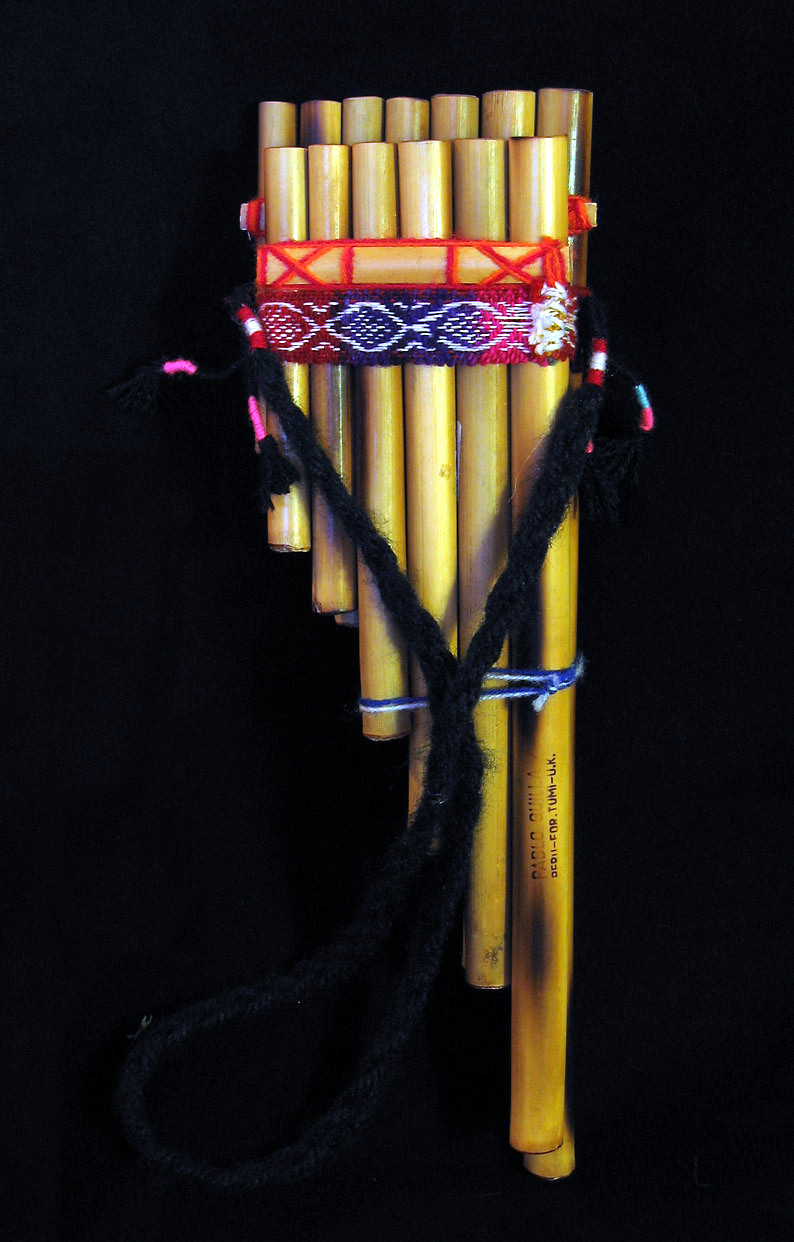
Siku (malta siku)

Les siku, taika, sanga (ou zanka), bordón, toyo, malta, liku, chulli, connus aussi sous le nom espagnol de zampoña,, sont des flûtes polycalames (à plusieurs tubes groupés), andines, connues en Europe depuis la conquista des régions andines par les espagnols au XVIe siècle. Ces mots recouvrent diverses tailles de zampoña mais en France, par abus de langage, on les nomme souvent tous siku, comme une sorte de terme générique. Le musicien qui joue du siku se nomme sikuri, ou parfois sikuriste. Mais sikuri peut aussi désigner, dans certaines régions, une série de sikus de tailles différentes ou « troupe », ou même un groupe de musiciens jouant de cette « troupe ».
Ce sont des flûtes de pan répandues dans nombre de populations notamment l'ethnie Aymara, les Quechuas, les Chipayas et les Chiriguanos vivant au Pérou, au Chili, en Bolivie, en Argentine et au Paraguay. Mais ils sont avérés du sud du Chili et de l'Argentine jusqu'au Mexique et plus rarement chez certaines tribus indiennes des États-Unis voire du Canada, et ce depuis parfois 4200 av. J.-C..
Dans la seconde moitié du XXe siècle, des groupes de musique plurinationaux venus entre autres d'Amérique Latine (notamment d'Argentine), comme Los Incas et Los Calchakis, ont introduit ces instruments en Europe en même temps que la kena et le charango, autres instruments andins en vogue particulièrement dans le Paris des années 1950 et 1960 lequel a connu à cette époque un épanouissement remarquable des musiques latines et andines dans le justement nommé Quartier latin. Puis, avec d'autres musiciens sud-américains comme l'argentin de la Quebrada de Humahuaca Uña Ramos, deux groupes français les ont popularisés et enseignés dès les années 1970, les groupes Los Chacos (avec leur volume 3 qui y est entièrement consacré) et Pachacamac. Plusieurs groupes de musiciens et enseignants avaient alors créé des ateliers au sein de conservatoires ou des stages pour exploiter la valeur pédagogique de ces instruments et de l'ensemble de la musique andine ou sud américaine. Le caractère festif de ces musiques et l'abord relativement simple de l'instrument, ainsi que la possibilité de fabriquer facilement son propre instrument, ouvrent rapidement le champ des possibles au débutant. Plusieurs stages subsistent encore aujourd'hui dans toute la France. Un festival de siku se tient à Marseille en 2022.

## Facture
Le siku est composé de deux rangées interdépendantes de tuyaux de roseaux aux notes diatoniques alternantes en sol.
Sur le plan organologique, dans le système Hornbostel-Sachs, comme toutes les flûtes de Pan (mais sur deux rangées complémentaires), le siku est codé comme suit : c'est un aérophone (4 : la vibration de l'air produit le son), à air contenu (2 : dans le corps de l'instrument et non air ambiant), à biseau (1 : soit une flûte), sans conduit d'insufflation (1 : sans "bec"), vertical, à bouche terminale (1 : le souffle du musicien se brise contre l'arête de l'extrémité supérieure du tuyau), polycalame (2 : à plusieurs tubes groupés), fermés (2 : l'extrémité inférieure de chaque tube est bouchée), reliés et disposés en forme de radeau (1 : et non de faisceau). 
Ce qui donne comme code de classification (H.-S.) complet : 421.112.21.

### Siku

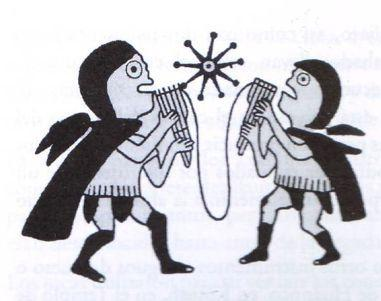
Musiciens de culture Moche avec des Sikus. Poterie des années 200 à 700 du nord du Pérou (Musée de Berlin). Où l'on voit que ces deux musiciens précolombiens jouent chacun une rangée de tubes différente (ira/arka), selon la technique du hoquet (voir ci-dessous la section : « Jeu »). Les deux instruments complémentaires sont reliés par une cordelette comme pour matérialiser leur impérative coordination.

Les deux rangées de tubes sont complémentaires en ce sens qu'elles comportent en alternance les notes qui manquent à l'autre rangée et réciproquement. Elles portent des noms différents :
- ira, la rangée inférieure, à 6 tubes[4], « celle qui mène », démarre habituellement la mélodie, considérée comme de caractère "mâle", dite aussi sanja, pussak/pussaj (du kechua pussay : « conduire »), ou lutaqa, ou encore  ou guía, primero en espagnol ;

- et arka (ou arca), la rangée supérieure, à 7 tubes, « celle qui suit », de caractère "femelle", ou mataqa, dite aussi qhatik (suivant) en Kechua[5].

Ira et arka sont des mots aymaras mais sont très largement utilisés par les Quechuas. Mais alors que les Aymaras associent le principe mâle à la rangée qui comporte le moins de tubes, c'est l'inverse chez les Quechuas.
Les segments de roseau viennent d'une graminée appelée arundo sp., chusquea sp. ou phragmites sp. voire totora (Schoenoplectus californicus ssp. totora) le plus fin, graminées dont le nœud naturel est utilisé pour obtenir des tubes bouchés à une extrémité. Les tubes sont solidarisés entre eux par un long éclat de roseau attaché avec du fil de coton.

### Autres zampoñas en ordre décroissant de tailles

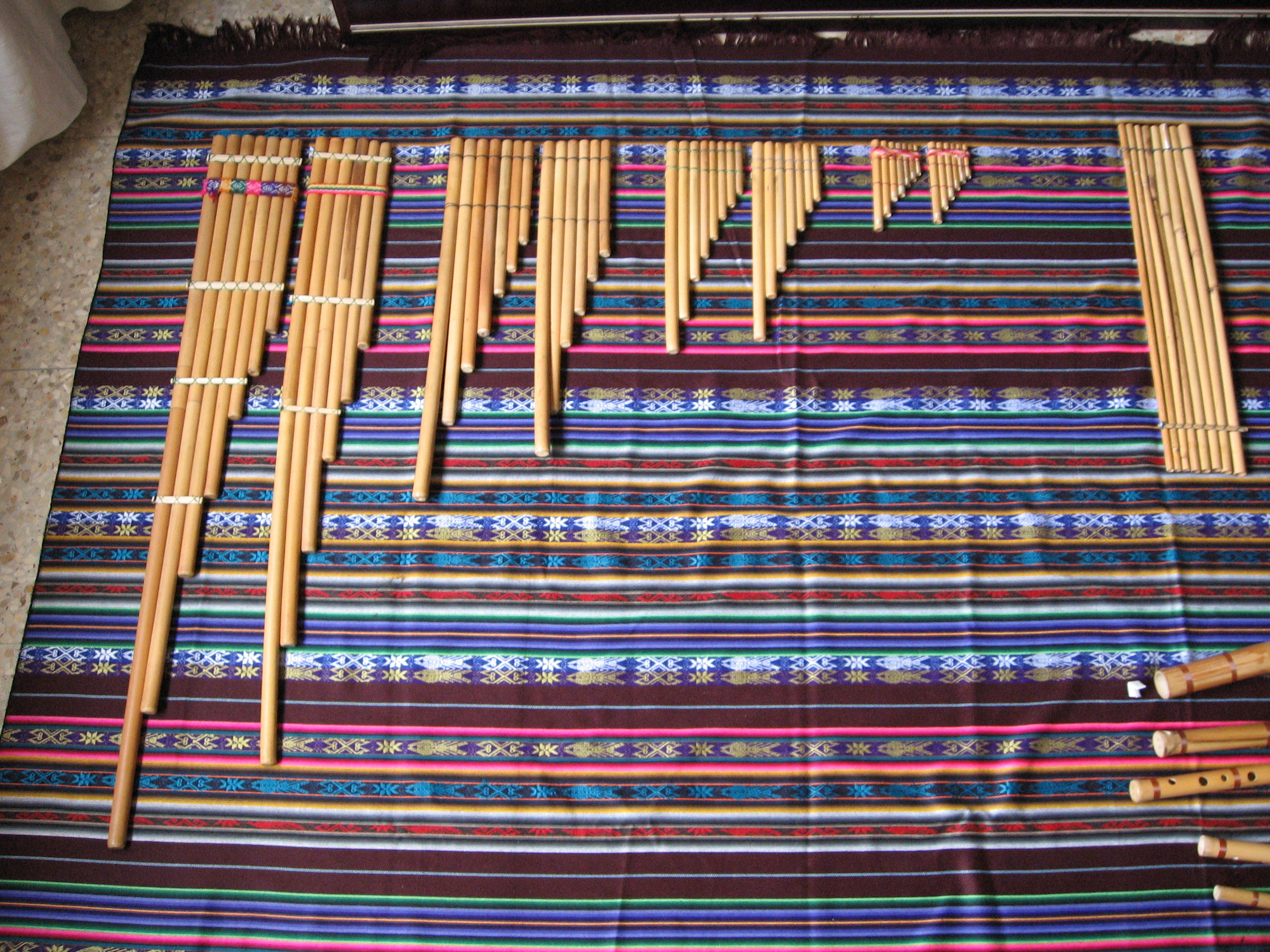
Une tropa de sikus.

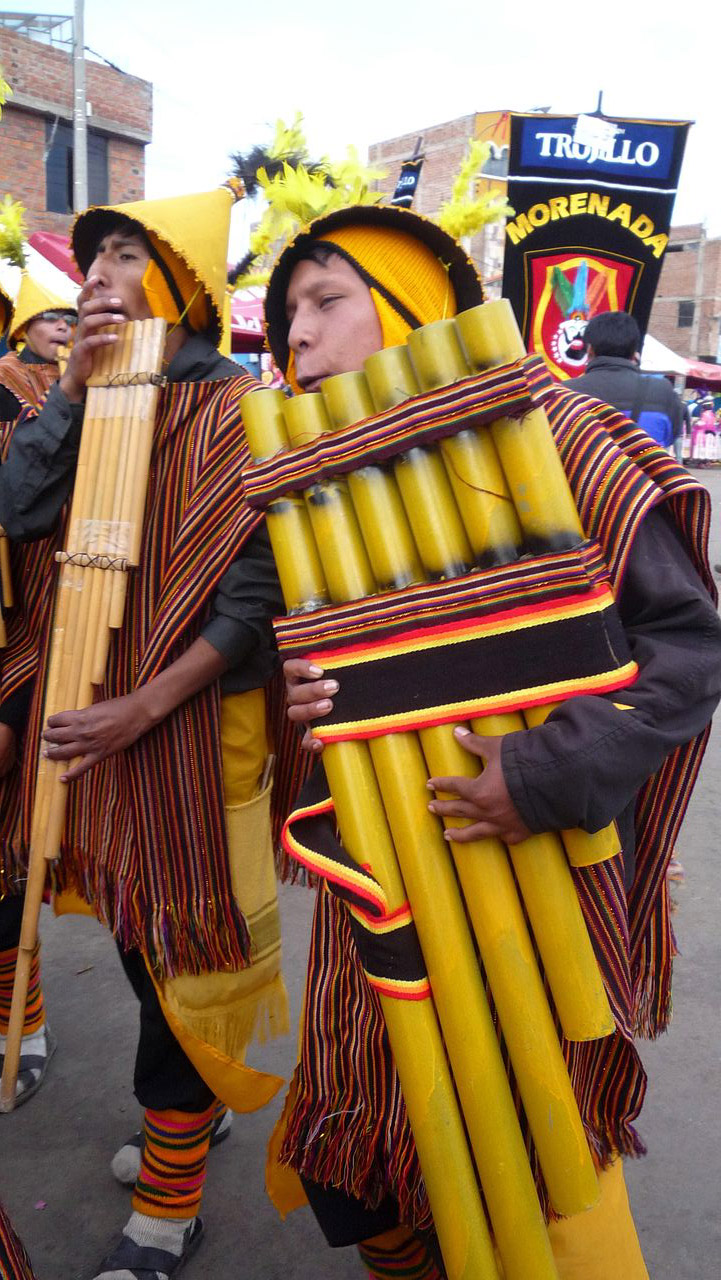
De très grands sikus (ou toyos ici), au son très grave, caverneux et « tellurique », pendant le carnaval de Puno (Pérou).

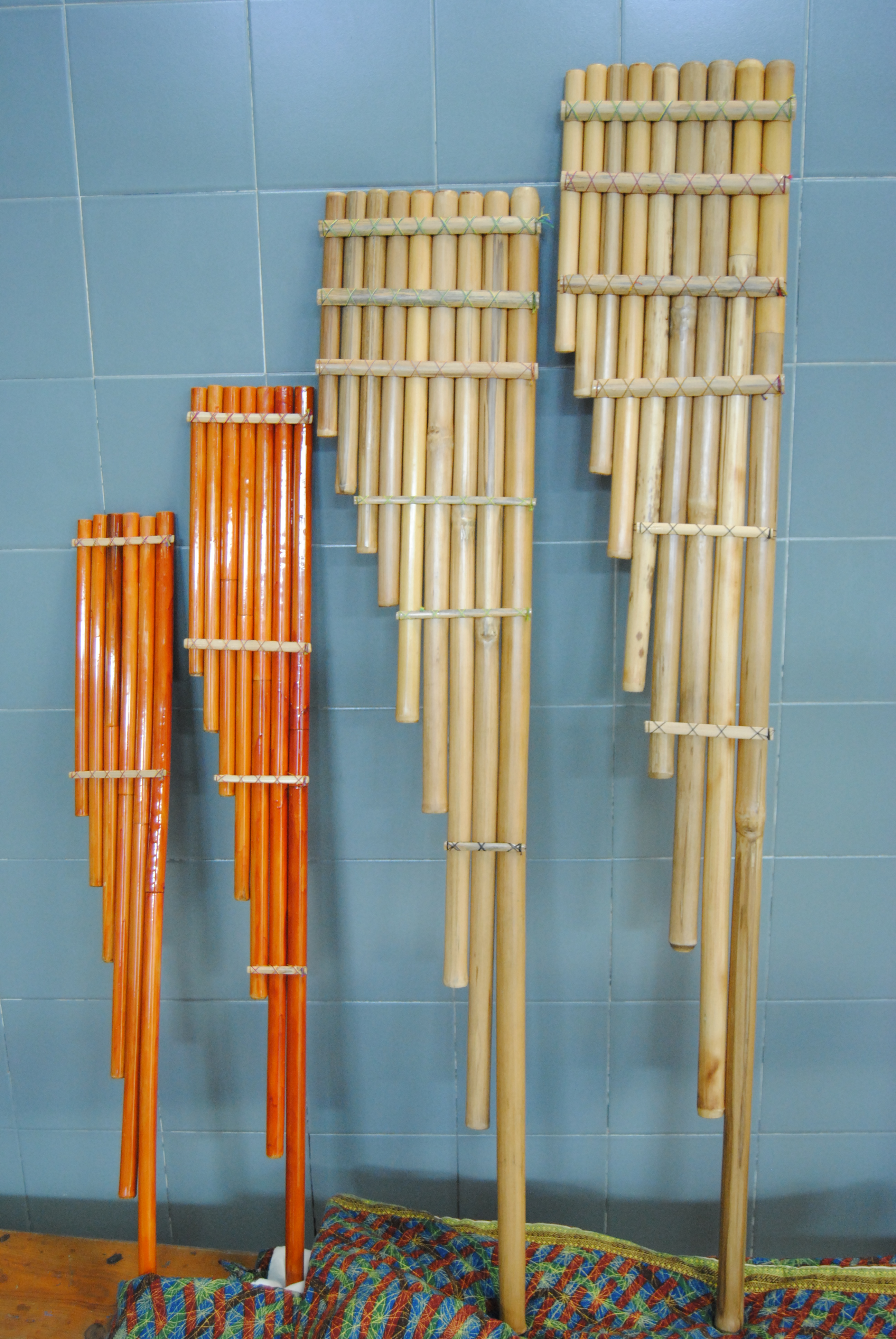
Toyos de différentes tailles.

- taika (« mère »), sanga (ou zanka « bâton »), bordón (« basse », mais aussi « bourdon »), qui est le plus grand (120 cm), ou toyo (140 voire 200 cm), plus rare,
- machu
- malta, de taille moyenne,
- liku, plus petit,
- tijli, encore plus petit
- chulli, le plus petit de tous.

Les noms varient d'une région à l'autre, d'une ethnie à l'autre, regroupés en tropa (« troupe » : nom de l'ensemble des joueurs mais aussi des différents types de zampoña la constituant). Exemple : tropa de zanka, de malta, de ika...
« Toyos » serait selon certaines sources une dénomination récente diffusée par le groupe Los Kjarkas.

### Exemples de troupes
- Julajula (ville de Lagua lagua, Département de Potosí), 3 (arka) et 4 tubes (ira). une troupe de 5 types de machu à chulli. Les machus sont réservés aux anciens et les chullis aux enfants[5]. Répertoire : tinkus.
- Sikuris (Département de Cochabamba) à 3 registres : ch'ili, tarke, liku.
- Lakitas (Département de  La Paz): le deuxième rang sert de résonateur, mais pas pour jouer des notes. 3 registres : ch'ili, sanja, liku.

### Variantes de sikus et autres flûtes de Pan andines
Pour les notes altérées, on peut soit avoir plusieurs sikus dans différentes tonalités, soit disposer une troisième couche de tubes avec les dièses, soit ajouter ponctuellement un ou plusieurs tubes adaptés au morceau. C'est ainsi que l'on voit de plus en plus de sikus à échelle chromatique comportant les douze degrés de la gamme occidentale, et avec un nombre de tubes plus grand que les sikus traditionnels. 
Autour du lac Titicaca, le tabla-siku n'a pas la forme scalaire (en escalier) usuelle aux autres flûtes de pan, il est de forme rectangulaire : après le nœud naturel du végétal pour obtenir les différentes notes, la suite du roseau a été gardée pour que les tubes soient tous à la même longueur (voir un exemple de tabla-siku ci-dessus en haut à droite de la photo légendée « une tropa de sikus »).
Le rondador est une flûte de Pan d'un type différent du siku en ce sens qu'elle alterne des tubes longs et courts de façon à pouvoir jouer deux notes à la fois. Il est typique de l'Équateur pour l’exécution de morceaux du genre san-juanito (musiques des processions de la Saint-Jean).
L'antara est une flûte de Pan proche du siku, mais elle ne comporte en général qu'une seule rangée de tubes de jeu (et parfois une deuxième rangée de tubes avec un rôle de résonateur par sympathie harmonique). On la rencontre plutôt dans l'aire péruvienne (quechua), quand le siku s'origine plus volontiers en Bolivie (aire aymara), mais les deux instruments occupent ensemble aujourd'hui la majeure partie des Andes.

## Jeu

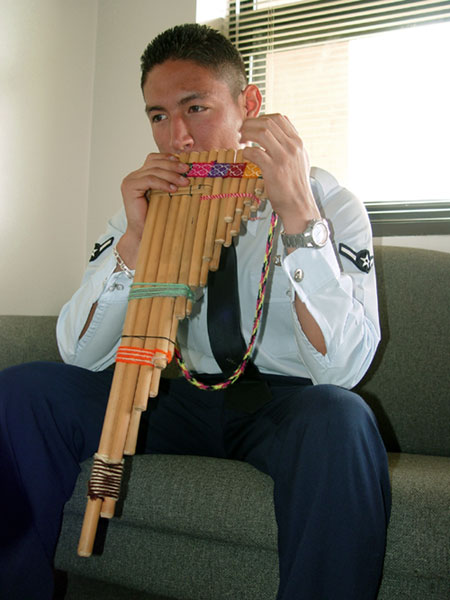
Siku ou zampoña de taille (ou de nom) : zanka, et avec un nombre de tubes plus élevé que selon la tradition, pour jouer des mélodies modernes. Joué ici par Fredy Pasco, péruvien s'étant engagé dans l'armée de l'air des États-Unis en 2003.

Le siku peut être joué de deux façons, traditionnellement par des hommes (mais aujourd'hui aussi par des femmes), avec la technique du hoquet :
- la façon citadine par un seul musicien autonome, qui tient ensemble les deux rangées, et qui se déplace en zigzag, alternativement sur la rangée du haut et celle du bas. Cette technique nécessite plus de souffle.
- la façon rurale avec deux musiciens interdépendants n'ayant chacun que la moitié des notes (chacun donc une rangée de tubes) et qui se répondent, jouant ensemble la même mélodie, mais chacun tour à tour les notes que l'autre ne peut pas jouer. Cette technique demande moins de souffle (très utile en haute altitude), mais nécessite une grande synchronisation entre les deux interprètes et provoque un effet stéréophonique (puisque le son provient de deux musiciens différents plus ou moins éloignés). Ces paires de rangées de tubes (sanja sikus ou taipi sikus) portent des noms différents : ira (rangée "masculine", à 6 ou 7 tubes de jeu) et arka (rangée "féminine", à 7 ou 8 tubes de jeu) ou encore lutaqa et mataqa.

Accompagnés de tambours (bombos), ces instruments sont joués la plupart du temps en groupes de 50 à 100 musiciens, des tropas, jouant une musique amérindienne appelée sikuriada, sikutsaty ou zampoñada dont les différents rythmes sont les k'anthus, les haillis, les huaynos, les harawis et les carchapayas. Les sikuris, musiciens jouant du siku, s'encouragent la plupart du temps aux cris de ¡fuerza sikuris!. Certaines tropas, appelées pandillo marimacho, ont leurs rangées doublées à l'octave qui servent de caisse de résonance supplémentaire. Les tropas défilent souvent lors des fêtes votives ou profanes.

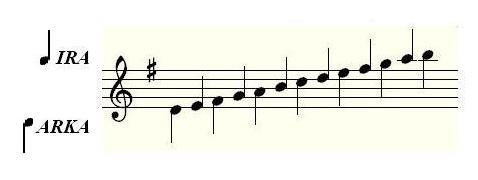
Les notes du siku (IRA et ARKA).

La pratique du siku est parfois éprouvante pour les joueurs car l'hyperventilation peut faire tourner la tête d'un joueur occasionnel. Celle du toyos est encore plus exigeante : elle demande une attaque puissante, percussive, pour amorcer la résonance suivie d'un souffle moins puissant pour l'entretenir.
Certains tubes sont dotés d'un résonateur, réduction du diamètre par un court tube inséré à l'embouchure réduisant le diamètre, permettant de faciliter la production du son.
On remarque sur les deux photos que les graves sont à gauche et les aigus à droite : c'est la disposition originale en Amérique Latine. Les Sikus importés en France voient souvent leurs deux parties Ira et arka démontées et réassemblées à l'envers pour avoir les aigus à gauche à l'instar d'un clavier.

## Fabrication
On peut facilement fabriquer un siku d'étude à partir de roseau adaptés ou de tube en PVC (tube électrique ou arceaux de serre tunnel en jardinerie), diamètre 1 cm environ pour les longueurs suivantes (en cm). Avec 6 et 7 tubes, c'est le vrai siku.
- ré, fa#, la, do, mi, sol, si : Arka (contestan de sikuri (es)[5])
29 24 20 17 13.5 11.5 9 ;

- mi, sol, si, ré, fa#, la : Ira (tokan de sikuri)
26.5 22 17.5 15 12 10.

Ces dimensions permettent l'accord du tube en faisant coulisser une rondelle de plastique qui ferme le fond. Le tube peut être soit du tube de tunnel de forçage en jardinerie, soit de la gaine électrique rigide. Le fond doit être suffisamment rigide pour la résonance (pvc expansé, liège, gomme) mais une simple pâte à modeler peut suffire pour des essais.
Le diamètre du tube varie normalement proportionnellement à la longueur, pour faciliter le jeu et pour des questions physiques en ce qui concerne la mise en résonance, comme pour les flutes et les tuyaux d'orgue.
Pour des raisons pratiques sur tuyau PVC, on peut tolérer un diamètre unique autour de 9 mm. Les diamètres des gros tubes de toyos sont de l'ordre de 25 mm, mais exceptionnellement, on en trouve de 40 ou 50 mm.
Les épaisseurs vont de e= 4/10mm pour les chullies à 4 mm pour les toyos, mais des sikus exceptionnels ont été vus avec des diamètres de tube de 5 cm de diamètre

## Utilisation pédagogique
La facilité de fabrication de l'instrument, la visualisation des notes par la longueur des tubes, l'aspect collaboratif du jeu à deux, la simplicité des morceaux de base et les rythmes entrainants du répertoires (en particulier l'accélération croissante de la vitesse d'exécution) en font un instrument particulièrement adapté à la pédagogie. C'est pourquoi il est très utilisé en Amérique du sud mais parfois aussi en France.
On peut ainsi partir d'un morceau simple, Totoras, suivi d'un morceau diffusé dans le monde par Inti Illimani : Sikuriadas puis Jacha Mallku, de la nouvelle génération. La vidéo en référence de celui-ci montre une utilisation "en spectacle" de sikus fabriqués par des élèves dans une école d’Amérique du sud.
La vidéo en référence de Sikuriadas montre la puissance évocatrice utilisable dans des projets artistiques interdisciplinaires, la danse par exemple.
Ces morceaux et d'autres ont été ou sont utilisés régulièrement en France lors de divers stages ou formations (Festival Sagarnaga, mais aussi  Stages Quintillo, Passio, Chacahuay,etc.) ainsi que dans des écoles et des ateliers de musique andine ou latino-américaines. Paris, Villeurbanne et Marseille entre autres sont actives dans ce domaine autour des actions de l'Unesco ou des Maisons de l'Amérique Latine, voire de certains conservatoires.